# Pliomelaena assimilis
Pliomelaena assimilis es una especie de insecto del género Pliomelaena de la familia Tephritidae del orden Diptera.

## Historia
Tokuichi Shiraki la describió científicamente por primera vez en el año 1968.